# 124 (liczba)
124 (sto dwadzieścia cztery) – liczba naturalna następująca po 123 i poprzedzająca 125.

## W matematyce
- 124 jest liczbą niebędącą rozwiązaniem funkcji Eulera (ang. nontotient)[1]
- 124 jest sumą ośmiu kolejnych liczb pierwszych (5 + 7 + 11 + 13 + 17 + 19 + 23+ 29)
- 124 jest palindromem liczbowym, czyli może być czytana w obu kierunkach, w pozycyjnym systemie liczbowym o bazie 5 (444) oraz bazie 30 (44)
- 124 należy do trzech trójek pitagorejskich (93, 124, 155), (124, 957, 965), (124, 1920, 1924), (124, 3843, 3845).

## W nauce
- liczba atomowa unbikwadu (niezsyntetyzowany pierwiastek chemiczny)
- galaktyka NGC 124
- planetoida (124) Alkeste
- kometa krótkookresowa 124P/Mrkos

## W kalendarzu
124. dniem w roku jest 4 maja (w latach przestępnych jest to 3 maja). Zobacz też co wydarzyło się w roku 124, oraz w roku 124 p.n.e.

## W Biblii
Liczba 124 nie jest wspomniana w Biblii.